# Souvigné, Charente
Souvigné är en kommun i departementet Charente i regionen Nouvelle-Aquitaine i västra Frankrike. Kommunen ligger  i kantonen Villefagnan som ligger i arrondissementet Confolens. År 2022 hade Souvigné 182 invånare.

## Befolkningsutveckling
Antalet invånare i kommunen Souvigné
Referens:INSEE